# Tarpeena
Tarpeena – miasto w Australii, w stanie Australia Południowa.